# Gösta Odelberg
Carl Gustaf (Gösta) Odelberg, född 20 januari 1855 i Västerås, död 9 februari 1929 i Danderyds församling, var en svensk ingenjör och företagsledare. Han var far till Per Odelberg.
Gösta Odelberg var son till prosten Carl Olof Odelberg. Efter studentexamen vid Västerås högre allmänna läroverk blev han elev vid Teknologiska institutet och avlade avgångsexamen vid bergsskolans avdelning för metallurgi och hyttkonst där 1876. Odelberg arbetade därefter som smidesmästare vid Larsbo bruk 1876-1877, som verkmästare vid Vikmanshyttans bruk 1877-1887 och som förvaltare i Vikmanshyttan 1888-1890. 1890-1916 var han överingenjör vid Hofors AB och blev 1896 ledamot av styrelsen där. Odelberg var konsulterande ingenjör från 1916 och sakkunnig i 1919 års tull- och traktatkommission.